# Блинков, Валерий Яковлевич
Блинков Валерий Яковлевич (8 марта 1947 — 9 мая 2013) — заслуженный артист России (1995), художественный руководитель Хабаровской краевой филармонии (2001), аккордеонист-виртуоз, кандидат педагогических наук, доцент кафедры оркестрового дирижирования, народных, эстрадных и духовных инструментов Хабаровского государственного института культуры. 

## Биография
Родился 8 марта 1947 года в г. Хабаровске . 
Отец Блинков Яков Павлович. Род. в 1916. Участник Великой Отечественной войны 1941—1945 гг. Младший сержант. Награжден: орден Отечественной войны II степени, медаль «За победу над Германией в Великой Отечественной войне 1941—1945 гг.».
Мать Блинкова Анна Михайловна. Род. в 1918. 

## Образование
- ГАПОУ "Приморский краевой колледж искусств". Преподаватель Александр Викторович Жицкий. ГАПОУ окончен экстерном за 3 года.

- Дальневосточный государственный институт искусств(1974). Преподаватель Семенко Вячеслав Тимофеевич. С слов Семенко для передачи "Театральная гостиная" г. Хабаровск, (1999) для Блинкова впервые открыли класс аккордеона в училище и институте.

## Карьера
В 1974 году В.Я. Блинков закончил Дальневосточный государственный институт искусств по классу аккордеона и был направлен на работу в Хабаровский институт искусств и культуры на должность старшего преподавателя. 
С 1975 года работал в Хабаровской краевой филармонии на должности солиста-инструменталиста. За годы работы в филармонии В.Я. Блинков реализовывает свои природные дарования, совершенствуется профессиональным ростом. 
Валерий Блинков в совершенстве владел всеми техническими приемами игры на аккордеоне, это позволяло ему готовить концертные программы различного характера и жанров - от народного, эстрадного до классического. 
В 1995 году Блинков В.Я. награждается Почетным званием «Заслуженный артист Российской Федерации»
В 1997 году был приглашен с концертной деятельностью на празднование 850-летия Москвы. 

В 1997 году принимал участие в культурной программе мероприятий в рамках "Дней России" в Калифорнии. 
"Ваш репертуар и выдающийся исполнительный талант нашли живой отклик в сердцах наших многочисленных гостей. С Вашей помощью мы приоткрыли для американской публики еще одну сторону уникальной по своему разнообразию российской культуры. Мы всегда рады приветствовать Вас на нашем празднике, вот уже четвертый год с успехом проходящем в Сан-Франциско". 

@Генеральный консул России в Сан-Франциско Кузнецов, Владимир Сергеевич.
В 1998 году В.Я. Блинков стал лауреатом юбилейного ежегодного "Русского фестиваля" в г. Сан-Франциско.  
Дважды с группой российских артистов в составе парламентской делегации Российской Федерации Блинков приглашался в Японию.
Участвовал в фестивале "Дни Российской Федерации в Корее" в республике Корея. 
В 1999 году по приглашению Российского оргкомитета был приглашен с концертной деятельностью на празднование 200-летия Пушкина, Александра Сергеевича.
Много лет был почетным гостем Дней памяти Цветаевой, Марины Ивановны в селе Елабуга в Татарстане. 
Общая география выступлений Валерия Блинкова:  весь Дальний Восток, Сибирь, Урал, средняя полоса России. 
В 2001 году становится директором Хабаровской краевой филармонии и ее художественным руководителем. 

Как руководителя В.Я. Блинкова отличало большие организаторские способности, волевые качества, принципиальность в решении творческих и производственных вопросов, профессиональная требовательность к себе и коллективу. 
Блинков хорошо известен хабаровчанам и жителям края. Его виртуозная игра на аккордеоне способна покорить любую аудиторию. Блинков - маэстро, без преувеличения, подлинное достояние нашей музыкальной культуры. Теперь он стал у руля сложного творческого коллектива. Успехов вам, Валерий Яковлевич!

@Тихоокеанская Звезда, Хабаровск. 
За время работы В.Я. Блинкова в Хабаровской краевой филармонии коллектив значительно повысил свой статус в профессиональном отношении. Большой заслугой директора являлась значительное упрочение материально-технической базы филармонии, упорядочение финансовой дисциплины. 
- Зачем согласился на эту должность? - переспросил меня Блинков. - Я здесь работал, и четверть века - это мой дом, моя вторая семья...

@Тихоокеанская Звезда, Хабаровск. Александр Чернявский
Валерий Яковлевич вел большую концертную деятельность, долгое время работал директором Хабаровской краевой филармонии, сотрудничал с концертными организациями и учебными заведениями среднего и высшего профессионального музыкального образования, работал деканом музыкального-педагогического факультета ХГИК Хабаровский государственный институт культуры. Он много внимания уделял студентам музыкальных специализаций, подготавливая высокопрофессиональных музыкантов для работы в сфере культуры и искусства региона. 
В 2006 году принял участие в концерте Хабаровской краевой филармонии «Зимний вечер» с народным артистом Северной Осетии Федором Одинцовым.
В 2009 году В.Я. Блинков написал книгу "Энергия музыки". В книге излагались основы общего и специального музыкального образования - основы комплексной программы обучения музыканта исполнителя. Книга предназначалась для философов, музыковедов, культурологов, преподавателей музыки и всех, кто желает постигнуть тайны гармонии, кто желает совершенствовать мир и самого себя средствами музыки.  
В 2012 году принял участие в Пятом Дальневосточном фестивале народной музыки «На Амурских просторах».

## Награды
- В 1995 году Указом Президента Российской Федерации награжден Почетным званием «Заслуженный артист Российской Федерации».
- В 1998 году избран действительным членом Русского Географического общества.
- В 1998 году от имени Министерства культуры СССР награжден значком "За отличную работу"
- В 1998 году стал лауреатом юбилейного ежегодного "Русского фестиваля" в г. Сан-Франциско.
- В 2001 году за особые заслуги и большой личный вклад в дело развития добычи драгоценных металлов в Хабаровском крае постановлением Ассоциации "Хабаровскзолото" награжден почетным знаком.
- В 2002 году приказом МВД России награжден медалью "200 лет МВД России"
- В 2005 году вручена общественная медаль "Столетие подводных сил России"
- В 2008 году постановлением Совета по общественным наградам Российской геральдической палаты награжден орденом "За вклад в просвещение".
- В 2009 году вручена памятная медаль "90 лет пограничным войскам"

## Инструмент
Валерий Яковлевич играл на аккордеоне Bugari Silver Plus 288. Это четырехголосый аккордеон с готовым аккомпанементом. Данная модель имеет своё особенное неповторимое звучание благодаря специальной конструкции встроенной в правый полукорпус инструмента. Изготовлен вручную в Италии итальянской фирмой «Bugari Armando» . Обладает красивым, звучным тембром. 

## Семья
Жена - Блинкова Наталья Павловна. 
Дочь - Блинкова Анастасия Валерьевна. 
Дочь - Блинкова Ксения Валерьевна. 
Внуки: 
- Бутяева Софья Андреевна.
- Бутяев Даниил Андреевич.
- Бутяев Михаил Андреевич.